# Monumento equestre a Niccolò da Tolentino
Il Monumento equestre a Niccolò da Tolentino è un affresco (833x512 cm) del 1456 di Andrea del Castagno, situato nella parete interna sinistra della Cattedrale di Santa Maria del Fiore di Firenze. L'opera fa pendant al vicino Monumento equestre a Giovanni Acuto di Paolo Uccello.

## Storia
Il monumento venne dedicato al capitano dell'esercito della Repubblica di Firenze durante la battaglia di San Romano del 1432, nell'ambito di un progetto celebrativo della funzione pubblica della Cattedrale di Santa Maria del Fiore, con monumenti dedicati ad illustri uomini ed a comandanti militari di Firenze. L'opera, commissionata ad Andrea del Castagno, venne realizzata circa vent'anni dopo la morte del condottiero. Restaurato più volte, a partire da un intervento di Lorenzo di Credi, fu staccato dalla controfacciata dove si trovava nel 1842 e trasportato su tela, collocandolo vicino all'altro affresco simile di Paolo Uccello.

## Descrizione e stile

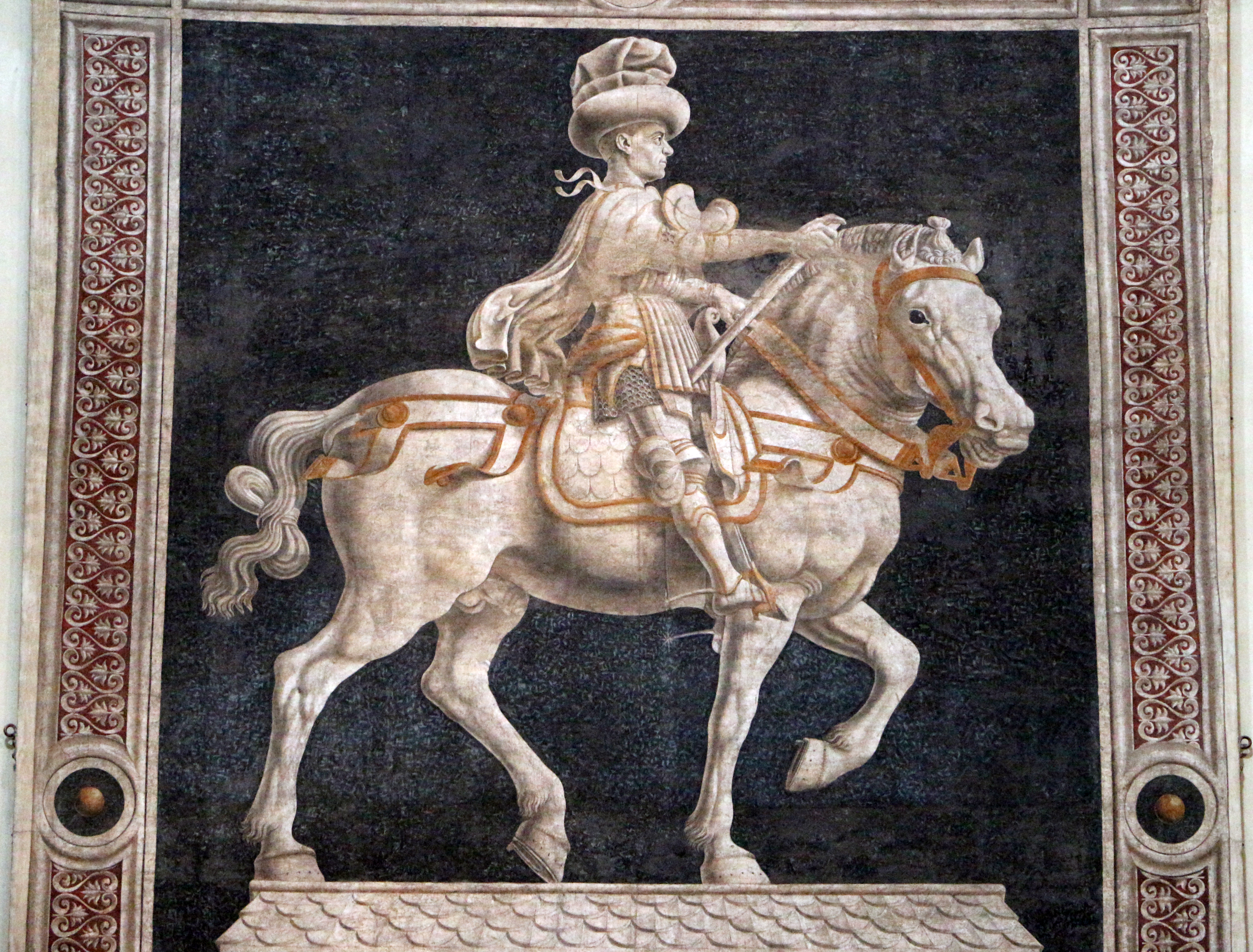
Particolare dell'affresco

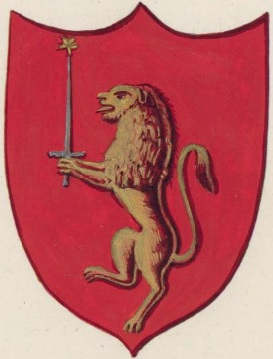
Stemma di Niccolò Mauruzi da Tolentino, raffigurato all'interno dell'affresco

Il monumento equestre è dipinto a monocromo per imitare una scultura in marmo. Su di un sarcofago-piedistallo classicheggiante, impostato secondo una prospettiva perfezionata per una visione dal basso e affiancato da due ignudi con armi araldiche, si trova il grandioso monumento equestre, isolato dallo sfondo tramite il contorno netto. Esso segue una prospettiva diversa dal sarcofago, che è impostato su una visione da sotto in su. L'effetto che ne risulta è quello che il cavallo stia come per cadere sull'osservatore, accentuato anche dalle due zampe di sinistra sollevate contemporaneamente nell'andatura d'ambio del cavallo. L'animale è enorme e dall'apparenza indomita, ispirata alla testa antica del Cavallo Riccardi e al monumento equestre al Gattamelata di Donatello, completato pochi anni prima a Padova, del quale Andrea del Castagno aveva sicuramente potuto vedere, anche senza recarsi a Padova, uno dei numerosi disegni in circolazione che lo riproducevano.
Come nel Gattamelata o in altre statue equestri antiche il condottiero appare fisso e fiero, per niente preoccupato dall'irrequietezza dell'animale, sottolineando virtù militari quali l'attitudine al comando, la determinazione e la concentrazione. L'ampio cappello o alcuni dettagli ornati, come la coda del cavallo sinuosamente svolazzante o il mantello che si muove nell'aria, sono esempi di come, verso la metà del secolo, il gusto fiorentino si stesse orientando verso un maggiore ricorso ad elementi decorativi eleganti e raffinati, in contrapposizione con l'austera sinteticità degli artisti della prima metà del secolo, come appare chiaro al confronto col vicino affresco di Paolo Uccello.
Tipica di Andrea del Castagno è poi la sapiente resa anatomica e il chiaroscuro forte ed incisivo, che dà effetti grafici stridenti e metallici, tanto criticati da Giorgio Vasari.
L'iscrizione in latino riporta: «HIC QUEM SUBLIMEM IN EQUO PICTUM CERNIS NICOLAUS TOLENTINAS EST INCLITUS DUX FLORENTINI EXERCITUS».